# 天下の快男児
『天下の快男児』（てんかのかいだんじ）は、1966年に松竹が製作・配給した、長谷和夫監督作品。竹脇無我主演の青春映画。

## あらすじ
小野浜建設の社長の息子である小野浜次郎は、大学の建築科するも、父親の勧める会社には就職せずに知人の家の転がり込む、そんなある日父親が突然死亡する。次郎の親友でもあった勝俣伸は卑劣な方法で小野浜建設を陥れようと暗躍していた。やがて次郎と伸はビルの建設をめぐり競作することとなる。

## 出演者
- 竹脇無我 : 小野浜次郎
- 平井昌一  : 小野正太郎
- 倉丘伸太郎 : 勝又伸
- 河野秋武 : 小野正吉
- 松山容子 : 小野良子
- 香山美子 : 勝又三枝子
- 国友和歌子 : 勝又花子
- 曽我廼家明蝶 : 早野三平
- 正司歌江 : 早野歌江
- 正司花江 : 早野花江
- 正司照枝 : 早野照江
- 小瀬朗 : ギン
- 内田良平 : 塚田
- 藤岡弘、 : ゴン
- 和崎俊哉 : 早野五郎
- 中村晃子  : 芝木真理
- 田村正和 	: 山川健一
- 木暮実千代 : 杉田綾子

## スタッフ
- 監督 : 長谷和夫
- 製作 : 松本常保
- 撮影 : 酒井忠
- 美術 : 川村鬼世志
- 脚本 : 池田一朗
- 音楽 : 小川寛興
- 編集 : 宮田味津三

## 併映作品
- 『暖流』